# Nueva filología (América Latina)
La nueva filología generalmente se refiere a una rama de la etnohistoria y la filología mexicanas que utiliza textos en lenguas nativas de la era colonial escritos por indígenas para construir la historia desde el punto de vista indígena. El nombre "nueva filología" fue acuñado por James Lockhart para describir el trabajo que él y sus estudiantes de doctorado y colaboradores académicos en historia, antropología y lingüística habían realizado desde mediados de la década de 1970. Lockhart publicó una gran cantidad de ensayos que elaboran el concepto y el contenido de la nueva filología y Matthew Restall publicó una descripción de la misma en Latin American Research Review. 

## Desarrollo histórico
Lockhart analiza la filología, en particular la nueva filología, en un ensayo para una colección de ensayos alojados digitalmente en la Universidad de Oregón. Para él, la nueva filología se construyó sobre la base de la antigua, que se centra en la lectura atenta de los textos y dio como resultado colecciones de documentación impresa. Un importante filólogo mexicano del siglo XIX fue Joaquín García Icazbalceta. En México y América Latina, los eruditos del siglo XIX buscaron en los archivos españoles documentación colonial para sus historias nacionales. Una característica de la nueva filología es que la publicación de textos indígenas en el idioma original con traducciones con introducciones es estándar. Los textos traducidos a menudo aparecían primero, seguidos de una monografía académica separada que los analizaba. Los dos deben considerarse dos partes de la misma publicación académica. Muchos de los académicos que trabajan en la nueva filología lo hicieron antes de que obtuviera esa designación.
Una publicación en línea particularmente valiosa son los ensayos en los que académicos individuales discuten el proceso y el producto de traducir y publicar documentación en un idioma nativo particular.
La nueva filología se desarrolló a partir de la década de 1970, basándose en el trabajo de una generación anterior de académicos, especialmente el historiador Charles Gibson, cuyos Aztecs under Spanish Rule (1964) y su anterior Tlaxcala in the Sixteenth Century (1952) fueron grandes logros académicos, colocando a los aztecas de la era colonial (ahora más comúnmente llamados nahuas ) en el centro del análisis histórico. La figura principal en el establecimiento del enfoque historiográfico de la nueva filología fue James Lockhart quien, a principios de la década de 1970, comenzó a aprender náhuatl y a estudiar fuentes indígenas a nivel local en el idioma náhuatl. Su obra magna se publicó en 1992, Los nahuas después de la conquista., que incorporó y amplió su propia obra y la de otros.
Un texto temprano e importante en este sentido fue Nahuatl in the Middle Years (1976), publicado por Lockhart y la lingüista de la Universidad de Texas, Frances Karttunen. También importante para la historia temprana de la nueva filología fue la publicación de Más allá de los códices (1976), que aludía a la existencia de textos en lenguas nativas distintos de los formales denominados códices. Arthur James Outram Anderson, figura destacada de la etnohistoria mesoamericana por su colaboración con Charles Dibble en la publicación de una traducción al inglés de la Historia general de las cosas de Nueva España del franciscano Bernardino de Sahagún, participó en el proyecto inicial de publicación de documentos coloniales a nivel local.
A mediados de la década de 1970, Lockhart comenzó a asesorar a estudiantes de doctorado en historia en la UCLA, quienes aprendieron náhuatl y comenzaron a investigar la documentación de una región particular en náhuatl. Sarah Cline fue la primera en completar una disertación en 1981, basada en este tipo de fuentes a nivel local, un conjunto de 60 testamentos de la entidad política indígena mexicana central o altépetl de Culhuacán. En 1993, Cline también publicó un conjunto de censos tempranos en náhuatl a nivel local de Cuernavaca, como The Book of Tributes, así como un análisis de los tres volúmenes, que se suma al corpus publicado existente. En esta primera generación Robert Haskett, quien examinó textos en náhuatl sobre la Cuernavaca colonial, publicando luego también sobre títulos primordiales. Susan Schroeder profundizó en los ricos textos producidos por el historiador nahua del siglo XVII, Chimalpahin, dando como resultado varias publicaciones La mayor cantidad de documentos indígenas a nivel local, como testamentos y facturas de venta., están en náhuatl, lo que hace que el náhuatl tenga el conjunto más grande de conjuntos de documentos publicados y análisis académicos monográficos. La disertación de Rebecca Horn sobre Coyoacán y más tarde la monografía de la Stanford University Press mostró las múltiples conexiones entre nahuas y españoles. Horn también se desempeñó como editor asociado de la Serie de estudios náhuatl del Centro Latinoamericano de la UCLA.
Algunos estudiantes de doctorado posteriores de Lockhart en la UCLA, en particular Matthew Restall y Kevin Terraciano, primero aprendieron náhuatl y luego otras lenguas indígenas mesoamericanas (mixteco y maya yucateco) que tenían un corpus significativo de documentos en el idioma. La disertación de Restall en la UCLA de 1995 "El mundo de los Cah: la sociedad maya yucateca posterior a la conquista" fue seguida por su publicación en 1995 de una colección de testamentos del siglo XVIII. y culminando en su monografía de Stanford University Press, The Maya World: Yucatec culture and society, 1550-1850.  La disertación de Terraciano de 1994 sobre los mixtecos de Oaxaca titulada Historia de Ñudzahui: Escritura y cultura mixteca en el Oaxaca colonial fue seguida por su monografía de 2001 Los mixtecos de Oaxaca colonial: Historia de Ñudzahui. Tanto Terraciano como Restall revisaron los títulos de sus disertaciones en las monografías publicadas para permitir un mejor reconocimiento por parte de los lectores del tema de la publicación; Cline usó "azteca" en el título de su monografía sobre culhuacan, en lugar de "nahua", que en la década de 1980 tenía poco valor de reconocimiento incluso entre los especialistas en culturas latinoamericanas.
Lauren Lambert Jennings aplicó explícitamente técnicas de la nueva filología al estudio de los textos de la canción europea citando su "premisa central [como] la idea de que el códice no es simplemente un contenedor neutral para sus textos". Continuó diciendo que los nuevos filólogos y estudiosos de las "culturas textuales" "plantean que el significado de una obra (literaria y cultural) está determinado por la matriz completa del manuscrito: su forma física, contenido, escriba(s), lectores e historia. " 

## Obras en orden cronológico
- 1976. Nahuatl in the Middle Years: Language contact Phenomena in Texts of the Colonial Period, Frances Karttunen & James Lockhart,  University of California Press, Berkeley, California. ISBN 978-0520095618
- 1976. Beyond the Codices Arthur J.O. Anderson, Frances Berdan, and James Lockhart,  Berkeley: University of California Press. ISBN 978-0520029743
- 1983. Azteckischer Zensus, Zur indianischen Wirtschaft und Gesellschaft im Marquesado um 1540: Aus dem "Libro de Tributos" (Col. Ant. Ms. 551) im Archivo Historico, Mexico. 2 vols. Eike Hinz, Claudine Hartau, and Marie Luise Heimann-Koenen, eds. Hanover.
- 1984. The Testaments of Culhuacan. S.L. Cline and Miguel Leon-Portilla (Eds.)  UCLA Latin American Center Nahuatl Studies Series, vol. 1. ISBN 0-87903-502-1
- 1986. Colonial Culhuacan, 1580-1600: A Social History of an Aztec Town, S.L. Cline, New Mexico: University of New Mexico Press. ACLS Humanities e-book 2008. ISBN 978-1597406642
- 1986. The Tlaxcalan Actas: A Compendium of the Records of the Cabildo of Tlaxcala (1545-1627) James Lockhart, Frances Berdan, and Arthur J.O. Anderson. 1986. University of Utah Press. ISBN 978-0874802535
- 1989. The Slippery Earth: Christian Moral Dialogue in Sixteenth-Century Mexico. Louise M. Burkhart. University of Arizona Press. ISBN 978-0816510887
- 1991. Nahuas and Spaniards: Postconquest Central Mexican History and Philology, James Lockhart, Stanford University Press and UCLA Latin American Center Publications. ISBN 978-0804719544
- 1991. Chimalpahin and the Kingdoms of Chalco,  Susan Schroeder, Tucson: University of Arizona Press. ISBN 978-0816511822
- 1991. Indigenous Rulers: An Ethnohistory of Indian Town Government in Colonial Cuernavaca, Robert Haskett, University of New Mexico Press. ISBN 978-0826312877
- 1992. Nahuas After the Conquest: Social and Cultural History of the Indians of Central Mexico, sixteenth through eighteenth centuries, James Lockhart, Stanford University Press. ISBN 978-0804723176
- 1993. We People Here: Nahuatl Accounts of the Conquest of Mexico, James Lockhart. Berkeley: University of California Press. ISBN 978-1592446810
- 1993. The Book of Tributes: Early Sixteenth-Century Nahuatl Censuses from Morelos. S. L. Cline, Museo de Antropología e Historia, Archivo Histórico Colección Antigua, vol. 549. UCLA Latin American Center Publications ISBN 0-87903-082-8
- 1995. Life and Death in a Maya Community: The Ixil Testaments of the 1760s. Matthew Restall. Lancaster CA: Labyrinthos ISBN 978-0911437317
- 1995. Law and the Transformation of Aztec Culture, 1500-1700. Susan Kellogg. University of Oklahoma Press. ISBN 978-0806136851
- 1997. Indian Women of Early Mexico Susan Schroeder, Stephanie Wood, and Robert Haskett (Eds.), Norman: University of Oklahoma Press. ISBN 978-0806129600
- 1997. The Maya World: Yucatec culture and society, 1550-1850. Matthew Restall. Stanford University Press. ISBN 978-0804736589
- 1997. Codex Chimalpahin: Society and Politics in Mexico-Tenochtitlan, Tlatelolco, Texcoco, Culhuacan, and other Nahua Altetpetl in Central Mexico. Domingo de San Anton Munon Chimalpahin Cuauhtlehuantzin, Arthur J.O. Anderson, Susan Schroeder, Wayne Ruwet. Norman: University of Oklahoma Press. 2 vols. ISBN 978-0806154145 ISBN 978-0806129501
- 1997. Postconquest Coyoacan: Nahua-Spanish Relations in the Valley of Mexico. Rebecca Horn. Stanford University Press. ISBN 978-0804727730
- 1998. Dead Giveaways: Indigenous Testaments of Colonial Mexico and the Andes. Susan Kellogg and Matthew Restall, eds. University of Oklahoma Press.
- 2000. From Moon Goddess to Virgins: The Colonization of Yucatecan Maya Sexual Desire. Pete Sigal. University of Texas Press.
- 2001. Saltillo, 1700-1810: Town and Region in the Mexican North. Leslie Offutt, University of Arizona Press. ISBN 978-0816521647
- 2001. The Mixtecs of Colonial Oaxaca: Ñudzahui History, sixteenth through eighteenth centuries. Kevin Terraciano. 2001, Stanford University Press. ISBN 978-0804751049
- 2002. Nahuatl as Written: Lessons in Older Written Nahuatl with Copious Examples and Texts. Stanford University Press.
- 2003. Restall, Matthew, "A History of the New Philology and the New Philology in History", Latin American Research Review - Volume 38, Number 1, 2003, pp. 113–134
- 2003.  Transcending conquest: Nahua Views of Spanish Colonial Mexico, Stephanie Wood. 2003, Norman: University of Oklahoma Press. ISBN 978-0806143033
- 2004. Nahuatl Theater. Barry D. Sell, Louise M. Burkhart, Gregory Spira, and Miguel León-Portilla. University of Oklahoma Press 2004.
- 2005. Mesoamerican Voices: Native Language Writings from Colonial Mexico, Oaxaca, Yucatan, and Guatemala, Matthew Restall, Lisa Sousa, and Kevin Terraciano. 2005. Cambridge University Press. ISBN 978-0521012218
- 2005. Visions of Paradise: Primordial Titles and Mesoamerican History in Cuernavaca, Robert Haskett, 2005, Norman: University of Oklahoma Press. ISBN 978-0806135861
- 2006. Annals of His Time: Don Domingo de San Anton Muñon Chimalpahin Quahtlehuantzin, James Lockhart, Susan Schroeder, and Doris Namala. Stanford University Press. ISBN 978-0804754545
- 2007. Testaments of Toluca, Caterina Pizzigoni. 2007. Stanford University Press and UCLA Latin American Center Publications. ISBN 978-0804756075
- 2007.  Sources and Methods for the Study of Postconquest Mesoamerican Ethnohistory, James Lockhart, Lisa Sousa, and Stephanie Wood (eds.),Provisional Version hosted by the Wired Humanities Project at the University of Oregon (2007).
- 2008. The Art of Being In-Between: Native Intermediaries, Indian Identity, and Local Rule in Colonial Oaxaca. Yanna Yannakakis. Duke University Press.
- 2009. Here in This Year: Seventeenth-Century Nahuatl Annals of the Tlaxcala-Puebla Valley. Camilla Townsend, ed. Stanford University Press. ISBN 978-0804763790
- 2010. Chimalpahin's Conquest: A Nahua Historian's Rewriting of Francisco Lopez de Gomara's La Conquista de Mexico. Domingo de San Anton Muñon Chimalpahin Cuauhtlehuantzin, Susan Schroeder, David Tavaez, Christian Roa de la Carrera. 2010. Stanford University Press. ISBN 978-0804769488
- 2010. Indigenous Miracles: Nahua Authority in Colonial Mexico. Edward W. Osowski. University of Arizona Press.
- 2012. The Life Within: Local Indigenous Society in Mexico's Toluca Valley, 1650-1800 Caterina Pizzigoni. Stanford University Press. ISBN 978-0804781374
- 2012. A Language of Empire, a Quotidian Tongue: The Uses of Nahuatl in New Spain. Robert C. Schwaller. Duke University Press 2012.
- 2013. Nahua and Maya Catholicisms: Texts and Religion in Colonial Central Mexico and Yucatan. Mark Z. Christensen. Stanford University Press.
- 2014. Translated Christianities: Nahuatl and Maya Religious Texts. Mark Z. Christensen. Penn State University Press.
- 2014. The Learned Ones: Nahua Intellectuals in Postconquest Mexico. Kelly S. McDonough. University of Arizona Press.
- 2014. Indigenous Intellectuals: Knowledge, Power, and Colonial Culture in Mexico and the Andes. Gabriela Ramos and Yanna Yannakakis, eds. Duke University Press.
- 2016. The Aztecs at Independence: Nahua Culture Makers in Central Mexico, 1799-1832. Miriam Melton-Villanueva. University of Arizona Press ISBN 9780816533534
- 2017. The Woman who turned into a Jaguar and other Narratives of Native Women in Archives in Colonial Mexico. Lisa Sousa. Stanford University Press. ISBN 97-81503601116
- 2023 Los Testamentos de Culhuacán: Vida y Muerte entre los Nahuas del México Central, siglo XVI. Transcripciones del náhuatl, traducciones al español e inglés.  Editado por Miguel León-Portilla y Sarah Cline, con la colaboración de Juan Carlos Torres López. México: Universidad Iberoamericana ISBN 978-607-417-967-5 digital, open access publication[29]